# Маунт, Бенджамин
Бенджамин «Верс» Маунт (англ. Benjamin "Verse" Mount, родился 14 апреля 1977 в Лондоне) — британский певец и продюсер, MC группы Pendulum.

## Биография
В 1999 году окончил Лидский университет, получив степень бакалавра в области истории искусств. С 2006 года выступает как MC на концертных турах и вечеринках группы Pendulum. В 2010 году впервые принял участие в записи альбома Immersion, исполнив песню «The Vulture». Является владельцем лейбла Crunch Recordings, участвовал в продвижении различных исполнителей: SP:MC, dBridge, Calyx and Teebee, Noisia и так далее. Также принимал участие в раскрутке дабстеп-артиста N-Type, выступающего под лейблом Wheel&Deal.